# Grecja

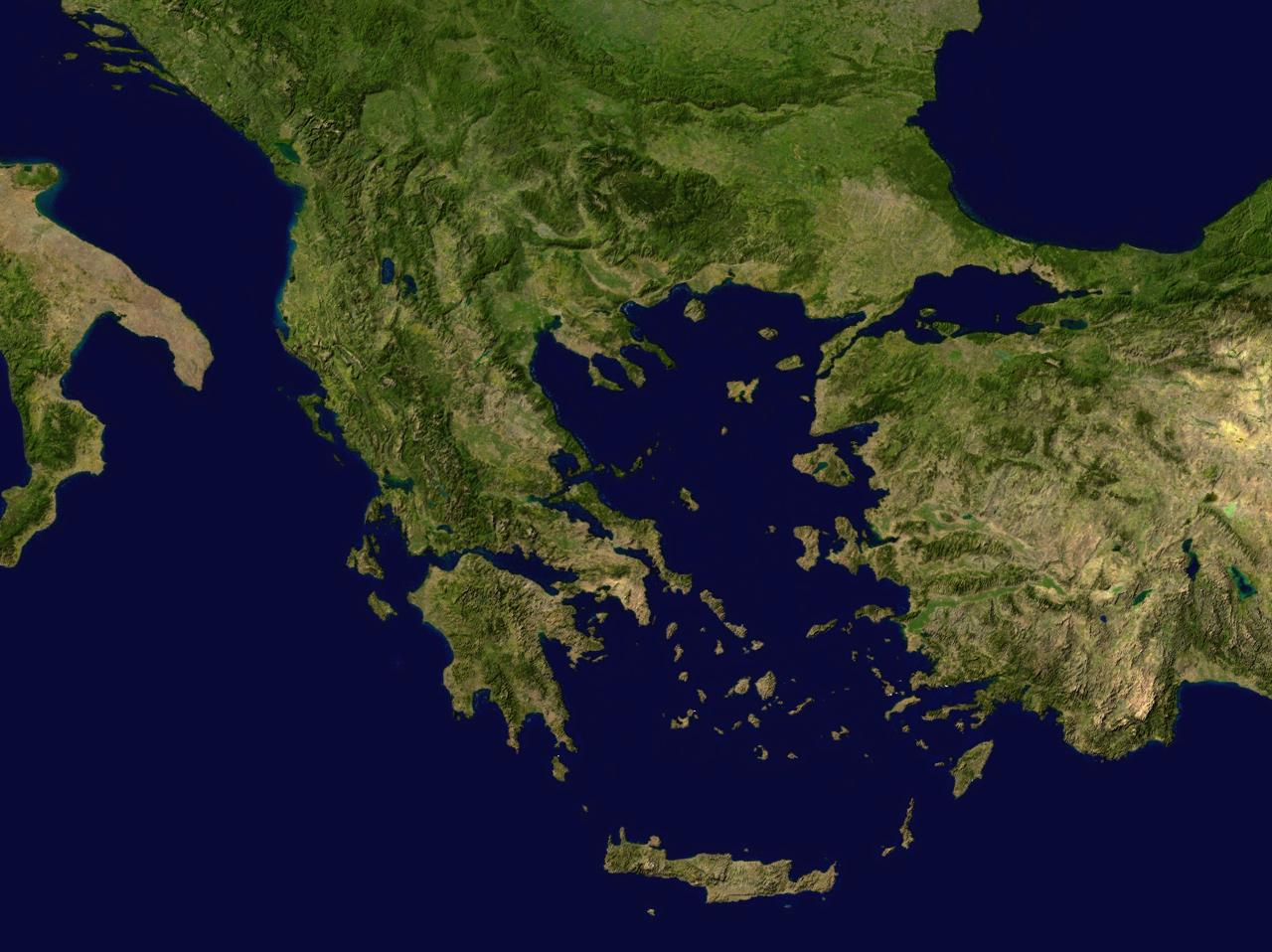
Grecja we wschodnim basenie śródziemnomorskim (zdjęcie satelitarne)

Grecja (gr. Ελλάδα Elláda, IPA: [e̞ˈlaða] lub Ελλάς Ellás, IPA: [e̞ˈlas]), Republika Grecka (Ελληνική Δημοκρατία Ellinikí Dimokratía, IPA: [e̞ˌliniˈci ðimo̞kraˈtiˌa]) – państwo położone w południowo-wschodniej części Europy, na południowym krańcu Półwyspu Bałkańskiego. Graniczy z czterema państwami: Albanią, Macedonią Północną i Bułgarią od północy oraz Turcją od wschodu. Ma dostęp do czterech mórz: Egejskiego i Kreteńskiego od wschodu, Jońskiego od zachodu oraz Śródziemnego od południa. Grecja ma dziesiątą pod względem długości linię brzegową na świecie, o długości 14 880 km. Poza częścią kontynentalną w skład Grecji wchodzi około 2500 wysp, w tym 165 zamieszkanych. Najważniejsze to Kreta, Dodekanez, Cyklady i Wyspy Jońskie. Najwyższym szczytem jest wysoki na 2918 m n.p.m. Mitikas w masywie Olimpu.
Grecja ma długą historię i bogate dziedzictwo kulturowe. Uważana jest za spadkobierczynię starożytnej Grecji. Jako taka, stanowi kolebkę całej cywilizacji zachodniej, miejsce narodzin demokracji, filozofii, igrzysk olimpijskich, sportu, wielu podstawowych twierdzeń naukowych, zachodniej literatury, historiografii, politologii oraz teatru, zarówno komedii, jak i dramatu. Świadectwem tej spuścizny jest 18 Obiektów Dziedzictwa Kulturowego UNESCO. Nowożytne państwo greckie zostało utworzone w wyniku zwycięskiego powstania przeciwko rządom osmańskim.
Współczesna Grecja jest rozwiniętym krajem, o wysokim wskaźniku rozwoju społecznego i innych wskaźnikach jakości życia. W 2002 r. Grecja zrezygnowała z własnej waluty, przyjmując euro. W 2013 trafiła do grupy państw rozwijających się (pierwszy w historii przypadek degradacji kraju do tej grupy). Jest członkiem wielu organizacji międzynarodowych: Paktu Północnoatlantyckiego od 1952 roku, z przerwą w latach 1974–1980, Wspólnot Europejskich od 1981 r. oraz Europejskiej Agencji Kosmicznej od 2005 r. Także członkiem założycielem Organizacji Narodów Zjednoczonych, Organizacji Współpracy Gospodarczej i Rozwoju oraz Organizacji Współpracy Gospodarczej Państw Morza Czarnego.

## Geografia
Terytorium Grecji można podzielić na:
- Grecję kontynentalną (wraz z oddzielonym od niej Kanałem Korynckim półwyspem Peloponez), która wchodzi w skład Półwyspu Bałkańskiego
- wyspy rozrzucone na morzach Egejskim i Jońskim.

Prawie 1/5 powierzchni Grecji przypada na około 2500 wysp, z czego 165 jest zamieszkałych.
Największe z nich to:
- Kreta (ok. 8260 km²),
- Eubea (ok. 3621 km²),
- Lesbos (ok. 1630 km²),
- Rodos (ok. 1400 km²),
- Chios (ok. 840 km²),
- Kefalinia (ok. 780 km²),
- Korfu (592 km²),
- Samos (ok. 476 km²),
- Lemnos (476 km²),
- Naksos (ok. 430 km²),
- Zakintos (406 km²),
- Thasos (ok. 390 km²).

Większość z wysp Grecji wchodzi w skład archipelagów, z których główne to:
- Wyspy Jońskie
- Wyspy Egejskie, w tym:
  - Cyklady
  - Sporady
  - Dodekanez

Blisko 81% powierzchni Grecji zajmują pasma górskie (średnia wysokość 1200–1800 m n.p.m.), które mają przebieg południkowy. Obszary nizinne są niewielkie i występują w pobliżu wybrzeży (Niz. Salonicka, Tracka, Tesalska oraz Argolidzka). Półwysep Chalcydycki tworzy 3 wtórne półwyspy: Kassandra, Sithonia i Athos.

## Klimat Grecji
Grecja pozostaje pod wpływem klimatu śródziemnomorskiego. Cechuje go łagodna zima z suchym, gorącym latem. W najcieplejszym miesiącu średnia temperatura wynosi ponad 22 °C. Są co najmniej cztery miesiące ze średnią temperaturą ponad 10 °C, w zimie mogą zdarzać się przymrozki. Notuje się co najmniej trzy razy więcej opadów atmosferycznych w najwilgotniejszych miesiącach zimowych w porównaniu z suchym latem.
Regionalnie zróżnicowany klimat można jednak podzielić na trzy strefy: śródziemnomorski – obejmujący południową część kraju (szczególnie w rejonach ośrodków wypoczynkowych); alpejski – dominujący w rejonach górskich, takich jak Olympus i Pindos; umiarkowany, występujący w północnej części kraju.
Opady w Grecji również zależą od regionu. W zachodniej części Grecji z łagodną i często bardzo deszczową zimą, opady wahają się od 700 do 1500 mm rocznie. We wschodniej części Grecji jest bardziej sucho i opady wahają się od 400 do 500 mm rocznie.
W akwenie Morza Egejskiego latem wieje meltemi zwany też przez Greków etezja (gr. etesiae – „sezonowy”). Jest to charakterystyczny dla tego regionu łagodny, suchy wiatr wiejący regularnie każdego roku w porze ciepłej (od czerwca do października) z północy lub północnego wschodu. Wiatr ten związany jest z dwiema przeciwnymi cyrkulacjami powietrza – prawoskrętnym wyżem nad Bałkanami i lewoskrętnym niżem (cyrkulacja monsunowa) nad Turcją. Meltemi budzi się zwykle około południa, osiągając wczesnym popołudniem siłę od 4 do 7-8ºB i słabnie lub cichnie zupełnie o zmierzchu. Najsilniej wieje w centralnej części Morza Egejskiego nad archipelagiem Cyklad oraz w okolicy wyspy Kos.

### Pory roku w Grecji

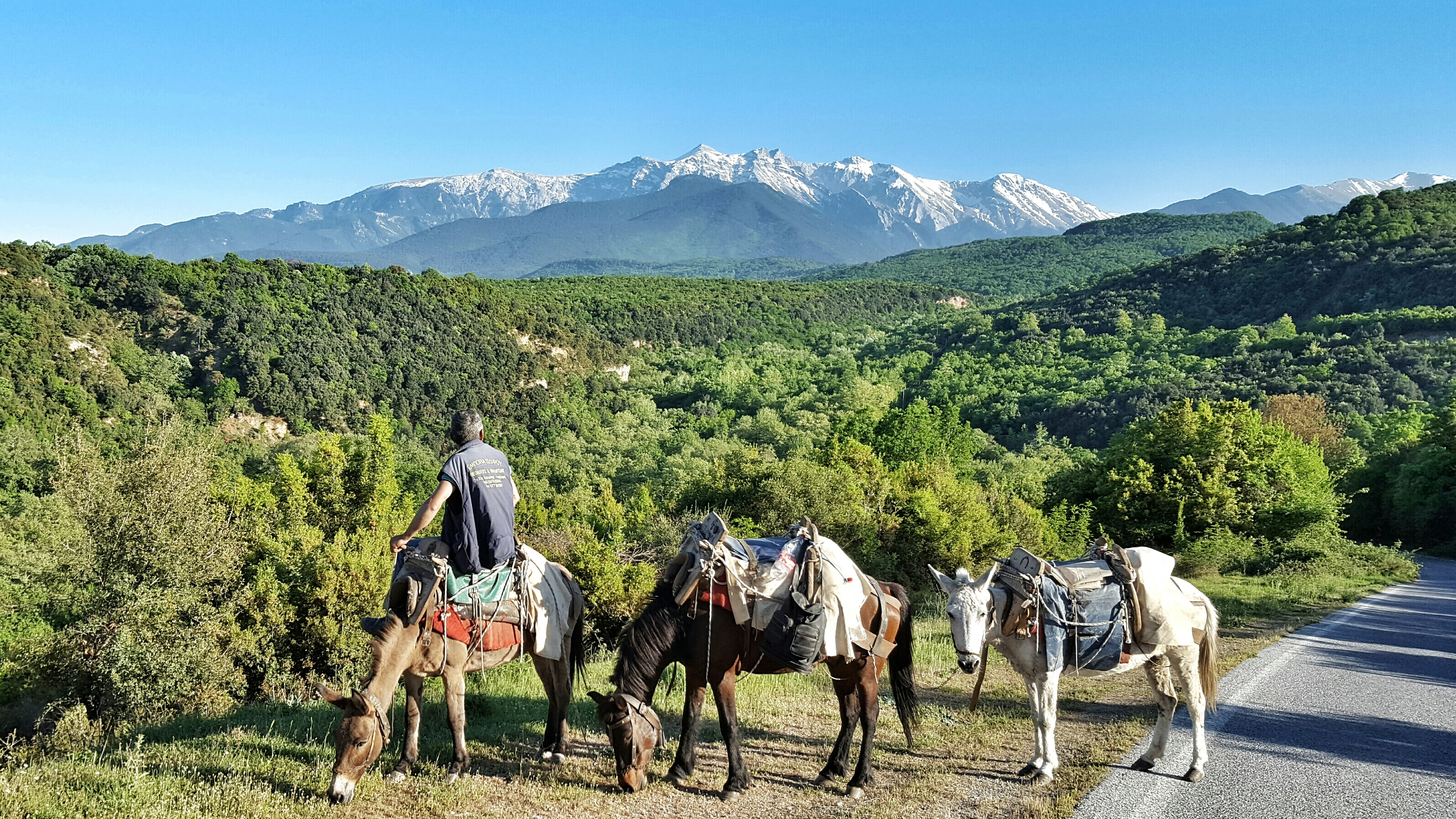
Olimp – najwyższy masyw górski w Grecji

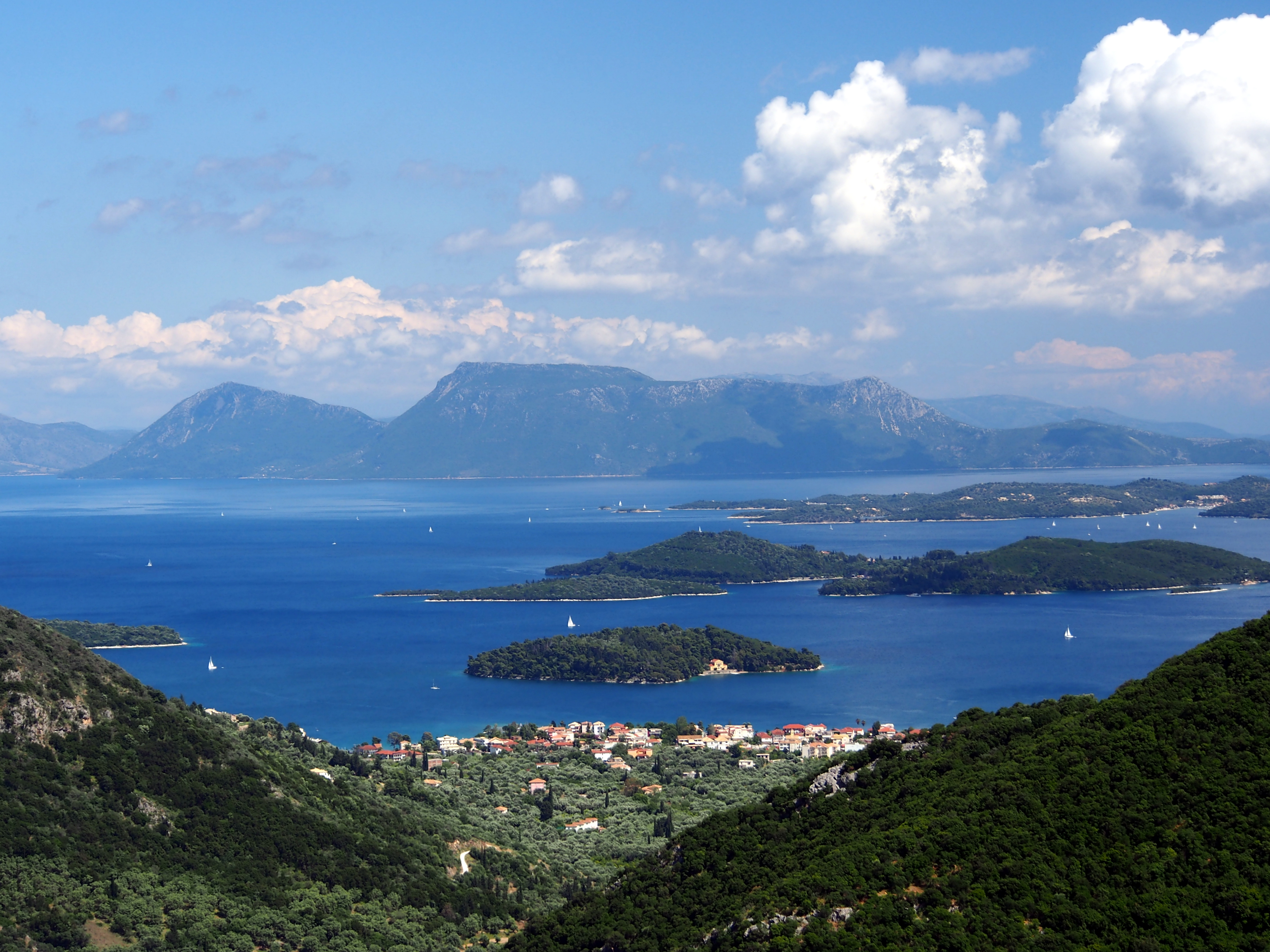
Wyspy Jońskie

| Pora roku | Meteorologiczna            | Astronomiczna             | Odczuwalna               |
| --------- | -------------------------- | ------------------------- | ------------------------ |
| wiosna    | 1 marca do 31 maja         | 21 marca do 20 czerwca    | od marca do maja         |
| lato      | 1 czerwca do 31 sierpnia   | 21 czerwca do 20 września | od czerwca do sierpnia   |
| jesień    | 1 września do 30 listopada | 21 września do 20 grudnia | od września do listopada |
| zima      | 1 grudnia do 28 lutego     | 21 grudnia do 20 marca    | od grudnia do lutego     |

## Nazwa
Polska nazwa Grecja, podobnie jak nazwy w wielu innych językach, np. angielska Greece, francuska Grèce, pochodzi od łacińskiej nazwy Graecia stosowanej przez Rzymian i znaczącej „ziemia Greków”. Nazwa łacińska pochodzi zaś od greckiego Γραικός, w starożytności nazwy własnej mieszkańców miejscowości Tanagra, w Beocji, grupy Hellenów, która jako pierwsza osiedliła się następnie w Italii.
Początkowo staroruska nazwa Grieki, stosowana w nazwie drogi iz Wariag w Grieki, i jej południowosłowiański odpowiednik Grьkъ (odnotowany w żywotach Metodego z IX w.) odnosiły się do całego Cesarstwa Bizantyńskiego, a nie tylko do ziem greckich. W tym samym znaczeniu u Długosza notowana jest nazwa Grecia, będąca zlatynizowaną nazwą staroruską, a nie zniekształconym zapisem nazwy łacińskiej. Utożsamianie w tamtym czasie u Słowian nazwy Grecja z całym Cesarstwem Bizantyjskim, a nie z samymi ziemiami greckimi, wynika prawdopodobnie z używania w nim języka greckiego – był to na tym obszarze język państwowy, język religii, piśmiennictwa oraz codziennego porozumiewania się. Jeszcze w XVI w. u Stryjkowskiego (Kronika Polska, Litewska, Żmudzka i wszystkiej Rusi) i Bielskiego (Kronika, to jest historia świata) spotykana jest nazwa Cesarstwo Greckie w odniesieniu do nieistniejącego już wówczas Cesarstwa Bizantyńskiego. Od XVI w. w języku polskim nazwa Grecyja (później w zapisie Grecja) odnoszona jest do ziem greckich, a następnie do niepodległego państwa greckiego. Jedynie sporadycznie w tym znaczeniu stosowane były inne nazwy – Achaja (odnotowywana w XVI i XVII w.), Liwadyja (odnotowywana w XVIII w.) i Hellas (odnotowywana w XVIII i XIX w.).

## Historia Grecji

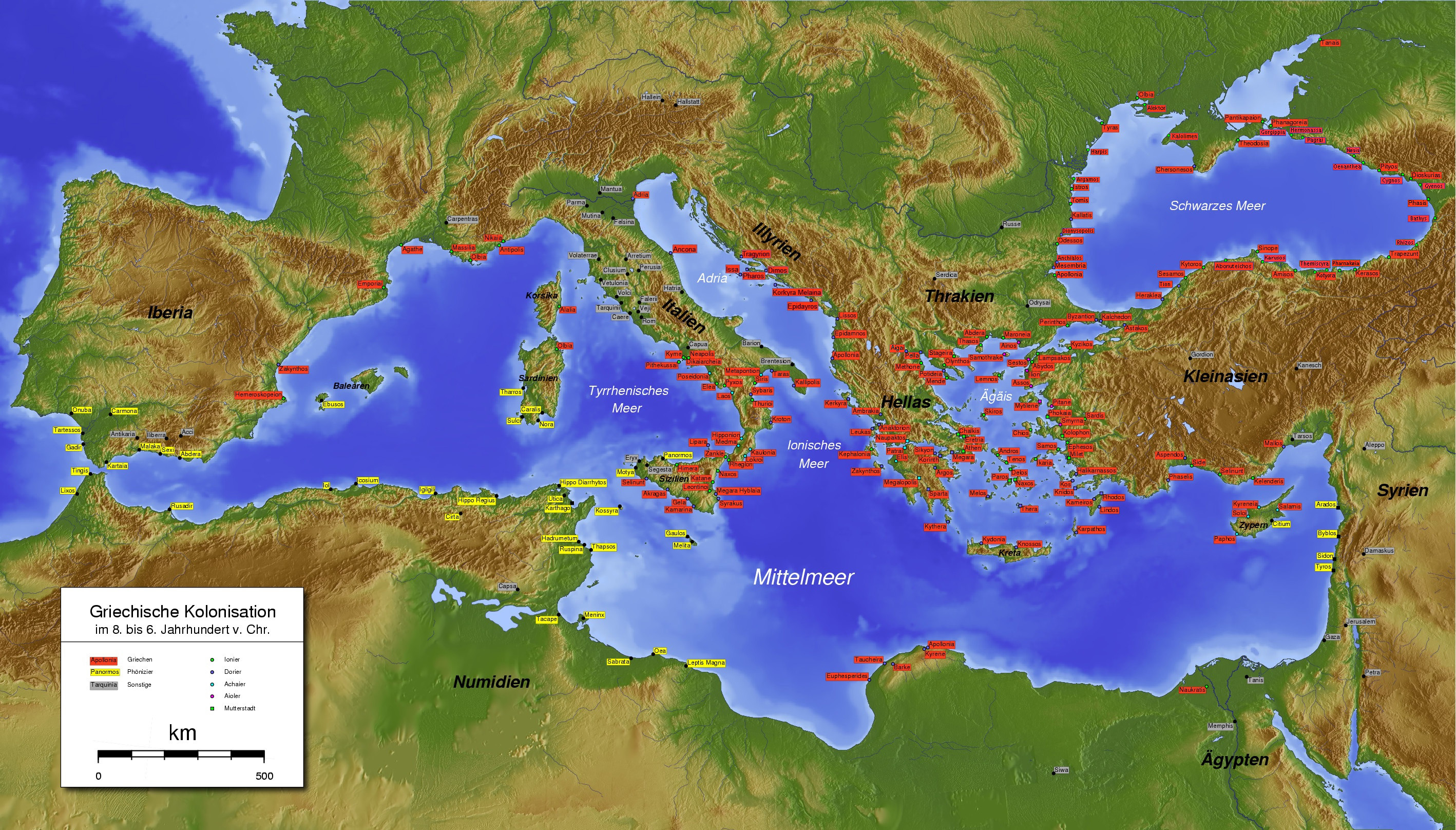
Starożytne kolonie greckie w basenach mórz Śródziemnego i Czarnego (zaznaczone kolorem czerwonym)

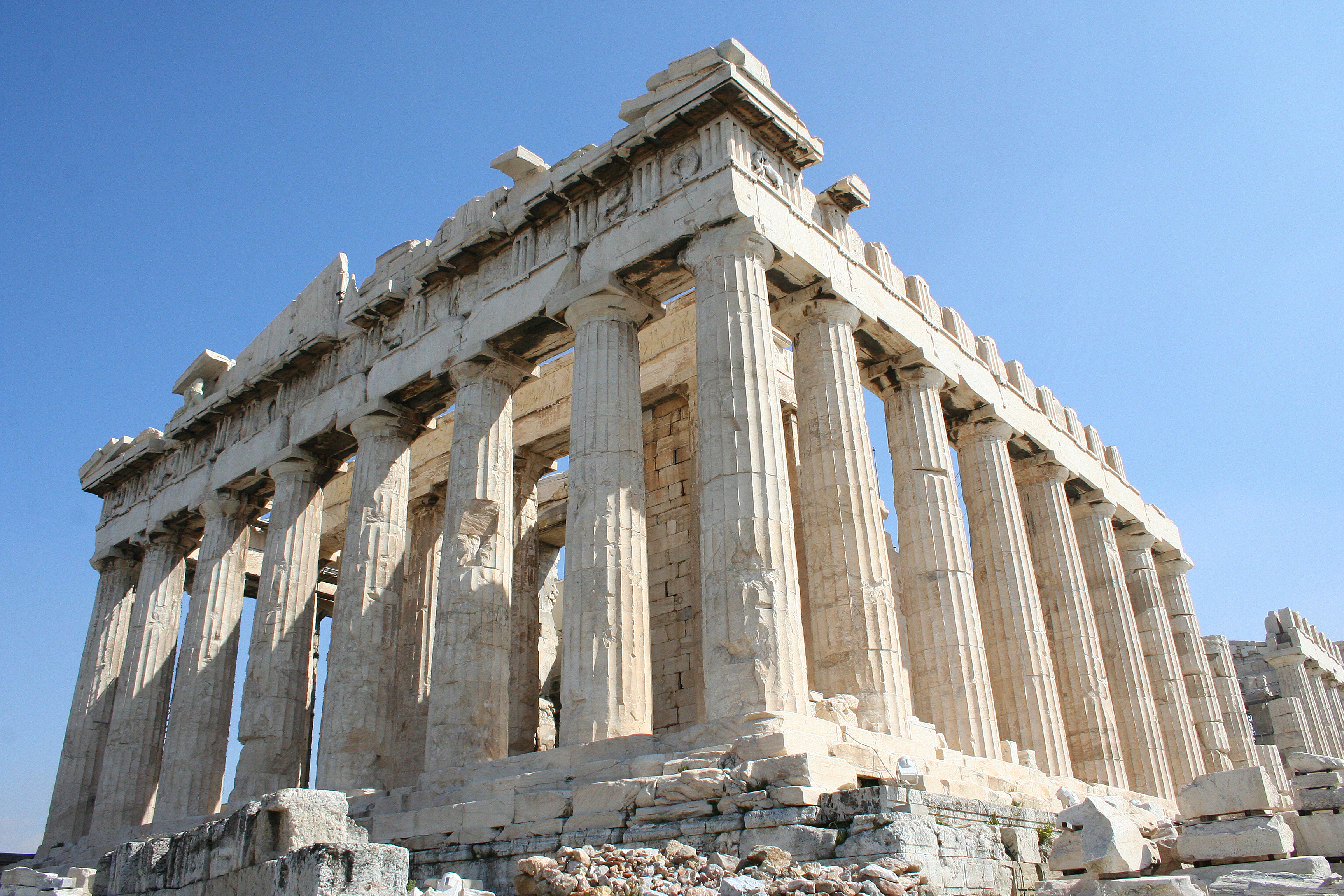
Akropol ateński

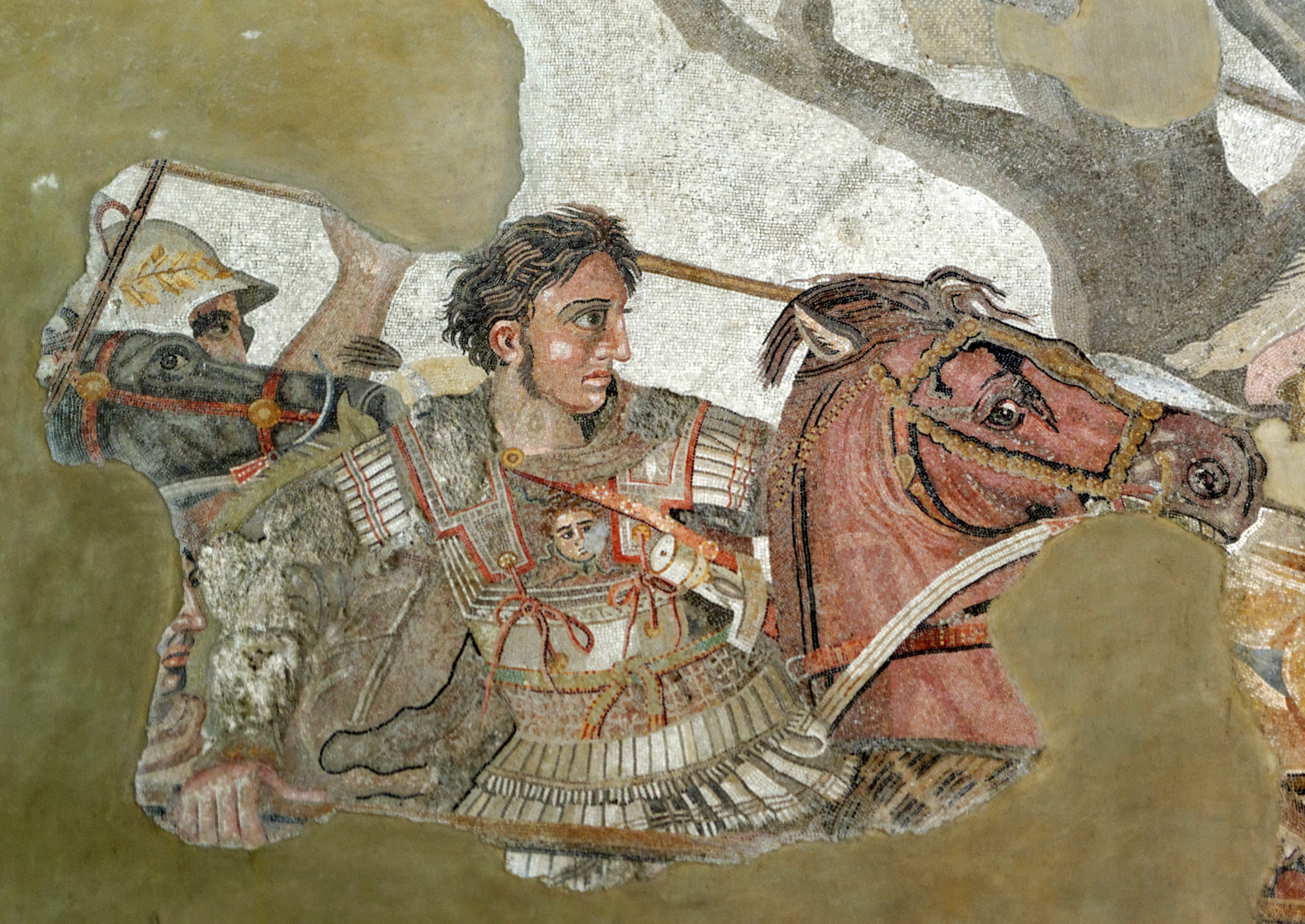
Aleksander Wielki na Bucefale w pod Issos (mozaika rzymska)

Silny wpływ na rozwój starożytnej cywilizacji greckiej wywarły warunki naturalne. Granice górskie podzieliły kraj na wiele niezależnych miast o różnorodnych formach władzy państwowej. Sąsiedztwo morza sprawiło, że Hellenowie byli odkrywcami i kupcami, dzięki czemu wymieniali towary i idee z innymi ludami świata śródziemnomorskiego. Bliski Wschód i Egipt wywarły wpływ na powstanie mitów greckich, które znalazły wyraz w poezji epickiej, a później w dramacie i sztukach plastycznych. Ziemia obfitowała w marmur i glinę, co umożliwiło wznoszenie świątyń oraz tworzenie rzeźb i ceramiki – głównych źródeł wyobrażeń o antycznej kulturze Grecji.
Greckie wybrzeża Morza Egejskiego były pierwszym miejscem w Europie, w którym wykształciły się zaawansowane cywilizacje – kultura cykladzka, kultura minojska oraz kultura mykeńska. Następnie na Peloponezie i w dzisiejszej Grecji Środkowej, a także na wyspach mórz Jońskiego i Egejskiego powstało wiele państw-miast (poleis). Położenie sprzyjało rozwojowi handlu i ekspansji kolonialnej na wybrzeża Azji Mniejszej, południowej Italii (Wielka Grecja) i Morza Czarnego. Mniejsze miasta sprzymierzały się z najsilniejszymi – Atenami i Spartą dla powstrzymania ekspansji Persów. Gdy odparto wroga, pojawiły się konflikty między poleis, których kulminacją była wojna peloponeska. W ciągu stulecia po niej i po okresie hegemonii Teb, Grecja została zjednoczona pod rządami macedońskimi przez Filipa II. Po śmierci Filipa władzę przejął jego syn Aleksander, który podbił imperium perskie, jednocząc świat grecki z Bliskim Wschodem w jednym państwie. Po jego nagłej śmierci hellenistyczne imperium stało się obszarem walk pomiędzy jego wodzami.
W 146 r. p.n.e. Półwysep Bałkański i wyspy greckie zostały zajęte przez Rzymian. Grecja stała się prowincją rzymską, lecz nie przerwało to rozwoju greckiej kultury, którą nowi władcy przyjęli i rozprzestrzenili na ziemiach swojego imperium.

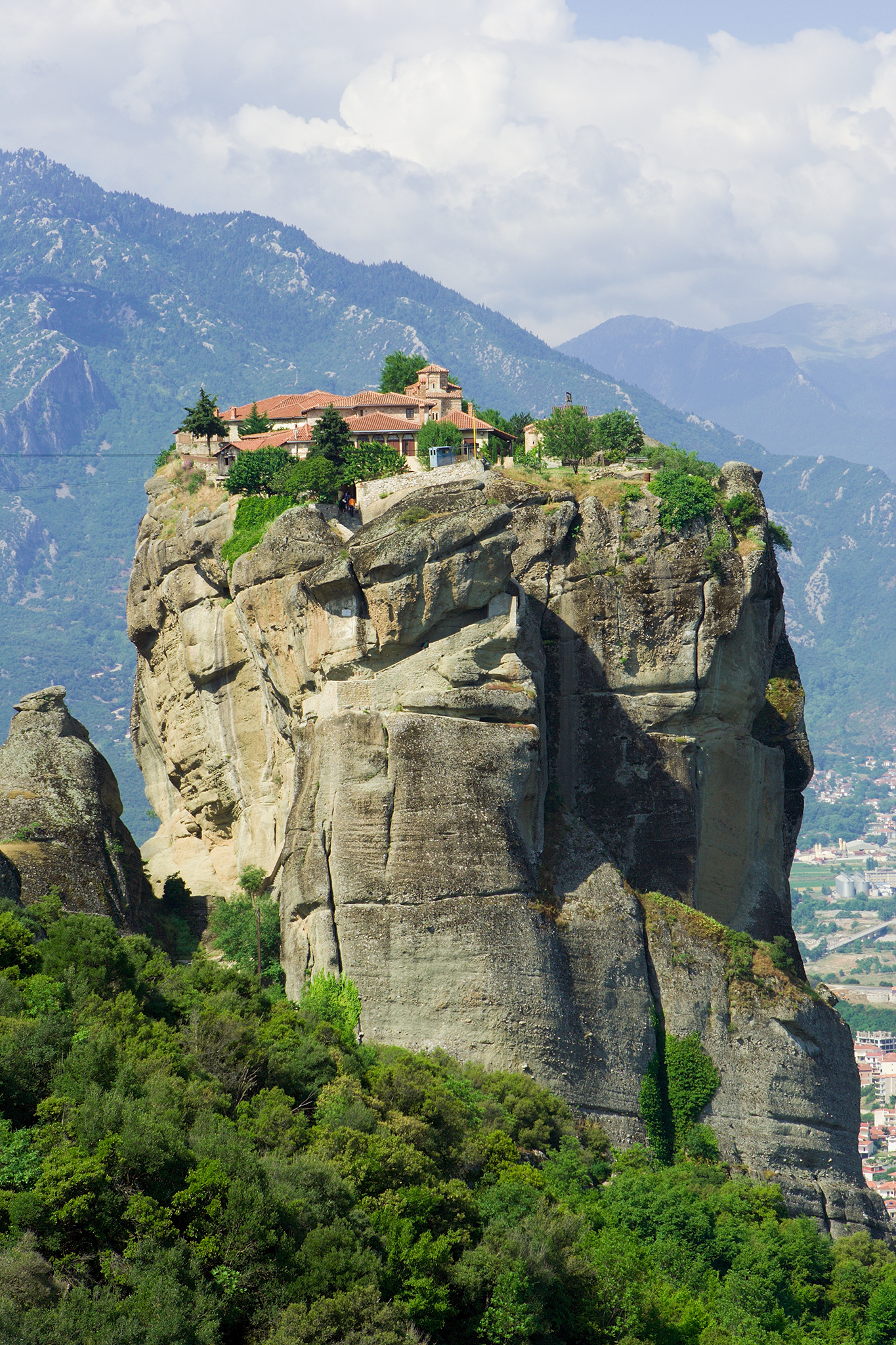
Meteory – skalny monaster św. Trójcy

Po podziale cesarstwa rzymskiego Hellada znalazła się w Cesarstwie wschodniorzymskim, w którym dominowały język (od VIII w. urzędowy) i kultura grecka. Przed zdobyciem Konstantynopola przez Turków wielu intelektualistów greckich wyemigrowało do Włoch i innych części Europy wolnych od ich panowania, przyczyniając się znacząco do wykształcenia kultury Renesansu i przeniesienia dorobku cywilizacji greckiej na zachód Europy. Ostatni cesarz, Konstantyn XI Paleolog, zginął 29 maja 1453. Osmański system milletów przyczynił się do tego, że Grecy zachowali odrębność kulturową w etnicznie posegregowanym imperium. Odegrało to ważną rolę w procesie odzyskiwania przez Grecję niepodległości.

25 marca 1821: Narodowy mit: abp Germanos błogosławi grecką flagę w Aja Lavra, powstańcy składają uroczystą przysięgę. W rzeczywistości podobne wydarzenie miało miejsce w Patras (mal. Theodoros Vryzakis, 1865)

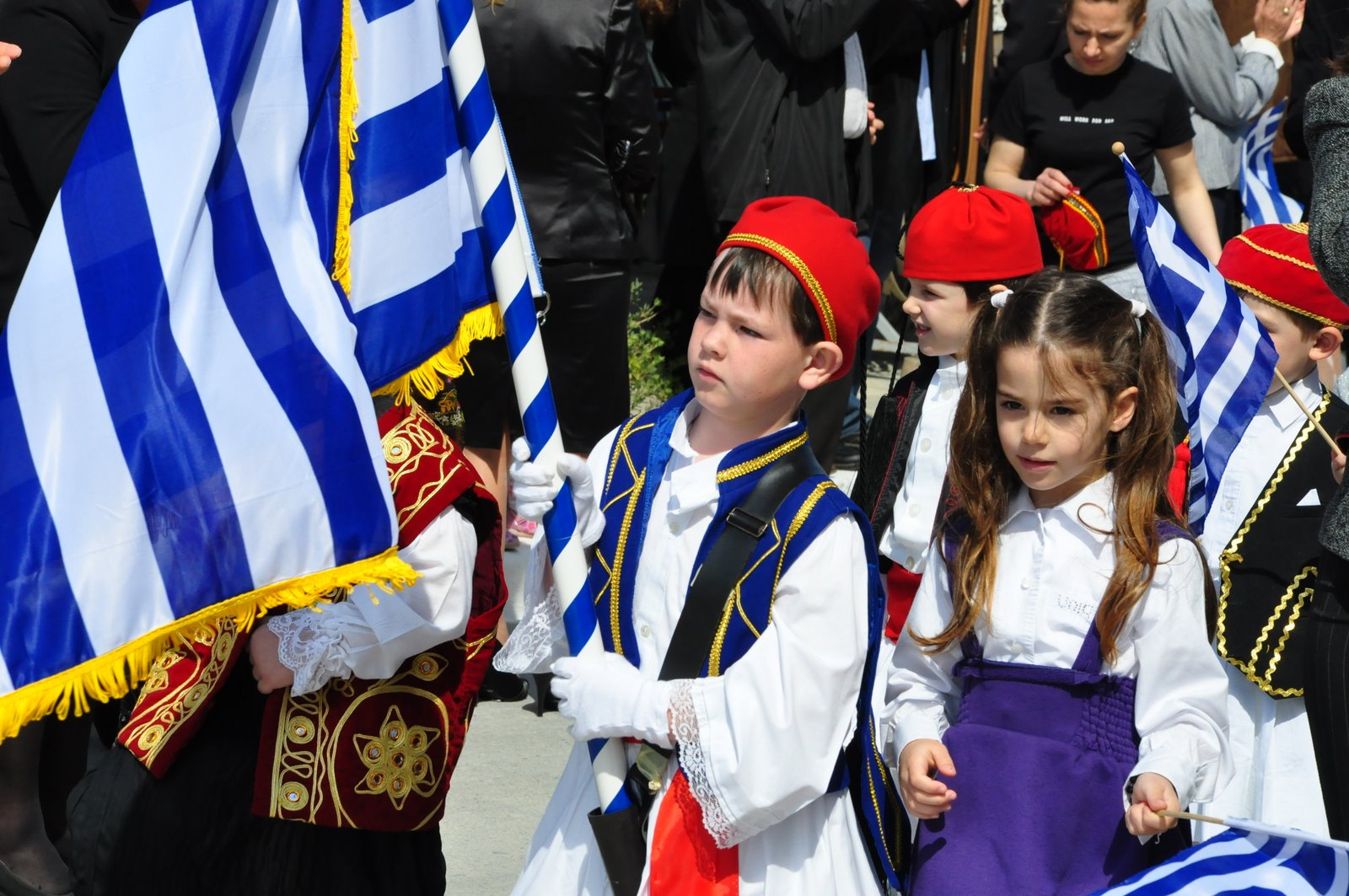
Nawet przedszkolaki powszechnie uczestniczą w obchodach Dnia Niepodległości Ojczyzny (25 marca)

17 marca 1821 wybuchło gwałtowne powstanie antytureckie. W okręgu Mani na półwyspie Peloponez zdobyto wszystkie trzy tureckie zamki garnizonowe. Następnie, 25 marca 1821, arcybiskup Patras, Germanos, wezwał wszystkich Greków do walki o wyzwolenie narodowe (25 marca jest oficjalnym świętem narodowym; drugim jest Dzień „Nie!”, 28 października, rocznica odrzucenia ultimatum Mussoliniego). Powstanie po krwawych walkach, z pomocą Anglii, Francji i Rosji, doprowadziło w 1830 do odzyskania niepodległości i powstania królestwa na terytoriach Peloponezu i środkowej Grecji.
W wyniku wojny z imperium osmańskim w 1897 oraz wojen bałkańskich przyłączone zostały Kreta, Epir, oraz Macedonia z Salonikami. W czasie I wojny światowej Grecja długo była neutralna, a król Konstantyn I Glücksburg wykazywał silne sympatie proniemieckie. 27 czerwca 1917 Grecja włączyła się do wojny po stronie państw Ententy w atmosferze rządowego zamachu stanu, a król został zdetronizowany. Przegrana państw centralnych, w tym Imperium Osmańskiego, oraz pogromy i ludobójstwo ludności prawosławnej w Turcji, otworzyły przed rządem w Atenach szansę realizacji haseł Wielkiej Idei, czyli zjednoczenia Greków w ramach jednego państwa, nawiązującego do tradycji monarchii bizantyńskiej, ze stolicą w Konstantynopolu. Pod wpływem tej idei rządy Grecji podjęły kolejne decyzje o zajęciu obszaru dawnej Jonii, a następnie o kontynuacji grecko-tureckiej wojny. Z upoważnienia państw Ententy wojska greckie zajęły wtedy okręg Smyrny, o którego przyszłości zdecydować miało referendum. Turcja nie uznała zmiany granic, kontynuując działania wojenne. Grecy zdecydowali wtedy o ofensywie w głąb Anatolii, zakończonej klęską i kolejnymi, licznymi pogromami ludności prawosławnej w Azji Mniejszej. Zawarty w 1923 r. w Lozannie traktat pokojowy zatwierdzał wymianę ludności między Grecją a Turcją według kryterium wyznawanej religii. W 1924 proklamowano republikę, a w 1935 przywrócono monarchię. W obydwu wojnach światowych Grecy walczyli po stronie aliantów. W okresie II wojny światowej, po kapitulacji w 1941 roku, większość terytorium Grecji administrowana była przez faszystowski rząd kolaboracyjny.
W wyniku plebiscytu z 1 września 1946 ustrój Grecji określono jako monarchię konstytucyjną. W 1967 władzę w wyniku zamachu stanu przejęli wojskowi, których rządy w 1974 obalono zastępując władzą wybraną demokratycznie.
Od 1952 Grecja należy do NATO (z przerwą od 1974, kiedy Grecja wystąpiła z NATO w proteście przeciw napaści Turcji na Cypr, do 1980 r. gdy wstąpiła ponownie), a od 1981 roku jest członkiem EWG.

## Ustrój polityczny
Państwo greckie jest demokracją parlamentarną. Na jego czele stoi prezydent wybierany przez parlament na pięcioletnią kadencję. Władzę ustawodawczą sprawują parlament oraz prezydent. Parlament składa się z 300 posłów wybieranych na czteroletnią kadencję w wyborach proporcjonalnych.
W 2023 roku zrezygnowano z tzw. wzmocnionego systemu proporcjonalnego, który zakładał, że tylko 260 miejsc w parlamencie przydzielano w wyborach proporcjonalnych, a pozostałe 40 miejsc przyznawanych było ugrupowaniu, które osiągnęło w wyborach 41% głosów.
Władzę wykonawczą sprawują rząd oraz prezydent. Premier wyznaczany jest przez prezydenta państwa, który powołuje na to stanowisko przewodniczącego partii mającej w parlamencie absolutną większość lub większość względną. Rząd musi otrzymać w parlamencie wotum zaufania.

### Obecna sytuacja polityczna
W czerwcu 2012 po powtórnych wyborach (po majowych nie utworzono rządu), premierem został Andonis Samaras z Nowej Demokracji tworząc koalicyjny rząd z PASOK-iem i Demokratyczną Lewicą (DIMAR). W czerwcu 2014, po uprzednim wycofaniu się DIMAR, krajem kierowały jedynie te same dwie partie, na przemian sprawujące władzę od 1974 r.
Po przedterminowych wyborach w styczniu 2015 roku, wygranych przez Koalicję Radykalnej Lewicy (SYRIZA), premierem został Alexis Tsipras, tworząc rząd koalicyjny z Niezależnymi Grekami. 5 lipca 2015 odbyło się referendum, w którym Grecy większością prawie 62% opowiedzieli się przeciwko zagranicznej pomocy finansowej na warunkach „trojki”.
7 lipca 2019 po tym, jak rządząca przez 4 lata lewicowa SYRIZA przegrała majowe wybory do Parlamentu Europejskiego, odbyły się przedterminowe wybory parlamentarne. Najwięcej głosów zdobyła Nowa Demokracja – 39,85%, uzyskując 158 na 300 miejsc w parlamencie. Drugie miejsce zajęła SYRIZA – 31,53%, a trzecie Ruch Na Rzecz Zmian (8,1%), w którego skład weszła największa kiedyś siła polityczna – PASOK. 8 lipca 2019 prezydent Prokopis Pawlopulos mianował na urząd premiera Kiriakosa Mitsotakisa, syn Konstandinosa Mitsotakisa, byłego premiera (w latach ’90 XXw.). Jego żona – Marewa (z domu Grabowski) jest wnuczką polskiego farmaceuty.
22 stycznia 2020 prezydentem Grecji została Ekaterini Sakielaropulu, jest pierwszą kobietą na stanowisku prezydenta w Grecji.
Ostatnie wybory parlamentarne odbyły się przedterminowo 21 maja 2023. Najwięcej głosów uzyskała rządząca dotychczas Nowa Demokracja – 41%, drugie miejsce zajęła SYRIZA – 20%, trzecie komuniści z KKE – ponad 11%. Nowa Demokracja uzyskała 146 na 300 miejsc w parlamencie, co nie umożliwiło jej samodzielnego rządzenia (według poprzedniej ordynacji mieli by ponad 160 miejsc). Grecka prezydent Ekaterini Sakelaropoulou dała kolejno tym trzem ugrupowaniom trzydniowy mandat na utworzenie koalicji rządowej – bezskutecznie. Kolejne wybory odbędą się więc na przełomie czerwca i lipca zgodnie z ordynacją, w której proporcjonalnie wybranych zostanie 260 miejsc w parlamencie, a pozostałe 40 otrzyma partia, która przekroczy próg 41%.

## System prawny
W Grecji obowiązuje system prawa typu kontynentalnego. Na jego kształt znaczny wpływ wywarły systemy prawne niemieckie i francuskie. Jego podstawą jest Konstytucja Grecji z 1975.

## Podział administracyjny

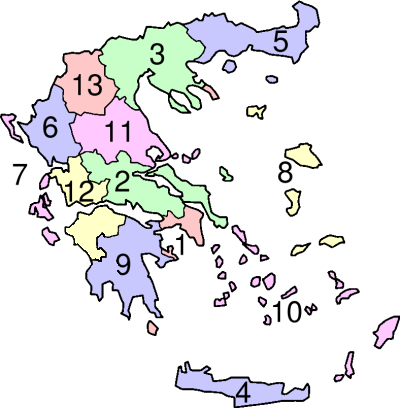
Mapa podziału na regiony

Grecja jest podzielona na 7 zdecentralizowanych administracji (αποκεντρωμένες διοικήσεις, apokentroménes dioikíseis), 13 regionów (περιφέρειες, periféreies; l.poj. περιφέρεια, periféreia) i 325 gmin (δήμοι, dímoi; l.poj. δήμος, dímos). Obecny podział administracyjny Grecji obowiązujący od 1 stycznia 2011 r. jest wynikiem reformy Kallikratesa.
Regiony zarządzane przez wojewodów i sejmiki są odpowiednikiem polskich województw, z tą różnicą, że są w pełni samorządowe (wojewoda jest teraz wybierany przez obywateli, a nie narzucany przez rząd, jak przed reformą). Dzielą się one na 325 gmin – również samorządowych – zarządzanych przez burmistrzów i rady gminy.
Generalnie reforma uprościła podział administracyjny Grecji eliminując dawne nomosy/prefektury – jednostki pośrednie między regionami i gminami. Zamiast nomosów utworzono co prawda podregiony (zarządzane przez wicewojewodów), ale mają one od nich mniejsze znaczenie i nie mają statusu jednostek administracyjnych.

## Siły zbrojne Grecji
Grecja dysponuje trzema rodzajami sił zbrojnych: wojskami lądowymi, marynarką wojenną oraz siłami powietrznymi. Uzbrojenie sił lądowych Grecji składało się w 2014 roku z: 1244 czołgów oraz 3571 opancerzonych pojazdów bojowych. Marynarka wojenna dysponowała 31 okrętami obrony przybrzeża, 13 fregatami, 4 okrętami obrony przeciwminowej oraz 8 okrętami podwodnymi. Greckie siły powietrzne wyposażone były (2014) m.in. w 224 myśliwce, 205 samolotów transportowych, 156 samolotów szkolno-bojowych, 202 śmigłowce wielozadaniowe oraz 29 śmigłowców szturmowych.
Wojska greckie liczyły (2014) 177,6 tys. żołnierzy zawodowych oraz 280 tys. rezerwistów. Według rankingu potencjału militarnego (Global Firepower) (2014) greckie siły zbrojne zajmowały (2014) 57. miejsce na świecie, z rocznym budżetem na cele obronne w wysokości 6,5 mld dolarów (USD).
W 2020 wojsko greckie liczyło 200 tysięcy aktywnego personelu i 550 tysięcy rezerwistów.

## Gospodarka
Spośród państw UE Grecja ma najgorszy wskaźnik wolności gospodarczej. W rankingu ogólnoświatowym nie mieści się nawet w pierwszej setce państw.
W latach 1981–2008 nastąpiły w Grecji znaczne przeobrażenia gospodarcze i rozpoczął się szybki rozwój gospodarczy. W miejsce rolno-surowcowej, z silnie zaznaczonym udziałem przemysłu, uformowała się gospodarka o większym udziale usług (głównie transport, obsługa turystów, handel, finanse), a z zanikającym, często przenoszonym za granicę przemysłem. Rozpoczął się proces deindustrializacji, trwający także obecnie.
Większą rolę odegrały tu członkostwo w (od 1981) i pomoc Wspólnoty Europejskiej. W latach od 1985 do 1991 Grecja otrzymała 2,5 mld dolarów amerykańskich w ramach tzw. planu integracyjnego; średni roczny przyrost produktu krajowego brutto wynosił w latach 1987–1990 1,6%. Usługi wytwarzają 78,3% produktu krajowego brutto, przemysł – 18%, rolnictwo – 3,6% (2011). Produkt krajowy brutto na 1 mieszkańca w 2007 roku wyniósł $27 360, czyli ok. 93% średniej unijnej. Państwo ma największe bezrobocie w UE.

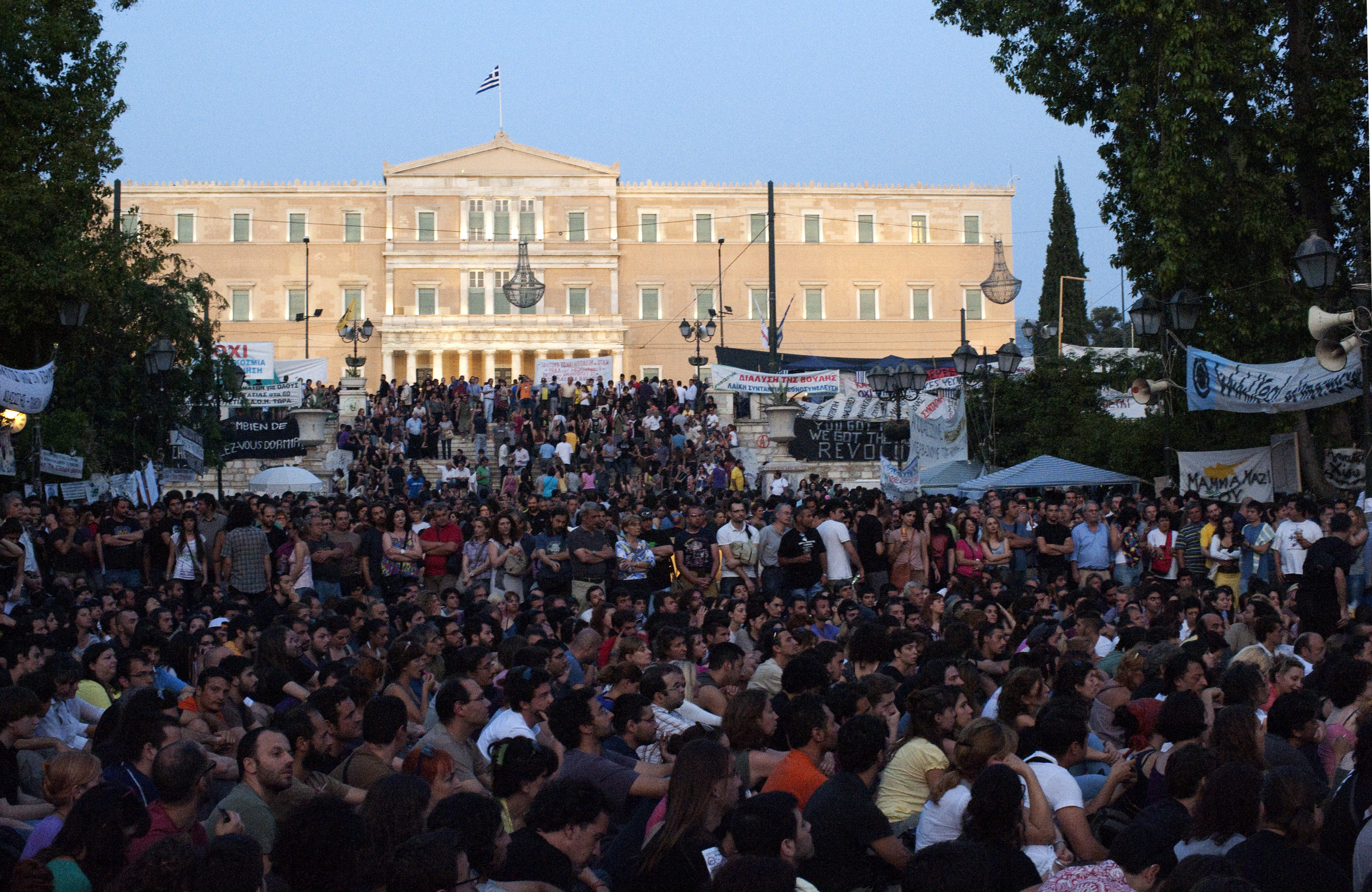
Protest w centrum Aten (czerwiec 2011)

Od roku 2008 zaznaczył się gwałtowny spadek PKB przekraczający 25%. W greckiej gospodarce utrzymuje się wciąż problem niemożności osiągnięcia płynności płatniczej przez budżet państwa i przedsiębiorstwa. Toteż w okresach przedwyborczych, dodatkowe miliardy w banknotach dowożone są zza granicy, co jest mechanizmem dopuszczonym przez systemy zabezpieczeń strefy euro, przewidzianym dla potrzeb ad hoc zapewnienia płynności.
1 stycznia 2002 r. Grecja weszła do strefy euro. Od roku 2002 nastąpiło załamanie bilansu handlu zagranicznego, z -20 mld w 2001, do -65 mld USD w roku 2008. Poprawa rozpoczęła się w 2009, w warunkach głębokiej recesji i szybkiego spadku siły nabywczej ludności.
Mocnymi punktami gospodarki są turystyka i eksploatacja pierwszej na świecie (pod względem wartości jednostek) floty handlowej. Ponadto Grecy eksploatują liczne jednostki tzw. tanich bander.
Turystyka:
- wytwarza 16,4% PKB[42];
- równoważy 51,2% deficytu handlowego[42];
- zatrudnia co piątego pracującego w kraju[42];
- generuje obrót rynkowy w wysokości 34 mld euro[42];
- jej udział w wytwarzaniu PKB i tworzeniu miejsc pracy wzrasta[42], także w związku z recesją, utrzymującą się w większości pozostałych działów gospodarki.

W 2015 roku kraj odwiedziło 23,599 mln turystów (7,1% więcej niż w roku poprzednim), wytwarzając przychód na poziomie 15,673 mld dolarów.

## Demografia

Regiony z obecnością języków innych niż grecki

Jako Grecy określa się 98% stałych mieszkańców (tzn. z pominięciem imigrantów ekonomicznych). Odmienność językowa lub kulturowa nie jest w Grecji tożsama z przynależnością do innego narodu. Jedynie ułamek ludności słowiańskojęzycznej oraz cała ludność używająca w domach języka tureckiego nie uważa się za Greków. Główne mniejszości narodowościowe, językowe lub kulturowe to Cyganie (ok. 300 tys.), Turcy i Pomacy (stanowiący łącznie ok. 100–130 tys. wyznawców islamu), Arumuni zwani Wlachami, Macedończycy, Albańczycy. Liczna jest grupa ludności słowiańskojęzycznej lub ludności dwu- i trójjęzycznej, identyfikująca się jako rdzenni Grecy. Według raportu Komitetu Helsińskiego, spośród ok. 200 tysięcy ludności słowiańskojęzycznej, rdzennie tubylczej, zamieszkałej w greckiej prowincji Macedonia, najwyżej 30 tysięcy osób identyfikuje się nie jako Grecy, lecz jako Macedończycy. Jako Grecy zdecydowanie określają się ludność używająca języka wołoskiego oraz Arvanici, tj. lud pochodzenia albańskiego, zamieszkały w całej Grecji od kilku stuleci, większa część Cyganów oraz Pontowie, będący repatriantami z terenów byłego ZSRR i z Turcji. Gęstość zaludnienia kraju wynosi 82 osób/km². Według danych meldunkowych, w miastach mieszka 63% ludności. Jednak w Grecji nie ma obowiązku zmiany meldunku przez obywatela w wypadku zmiany miejsca zamieszkania. Toteż w gminach zameldowania znacznej części mieszkańców Grecji są tylko przechowywane dane osób, w rzeczywistości tam już niezamieszkałych. Większe zespoły miejskie składają się ze spójnych urbanistycznie, lecz odrębnych administracyjnie jednostek, gmin miejskich, prawnie określanych także jako „miasto”. Do największych z nich należą (dane ze spisu powszechnego 2021):

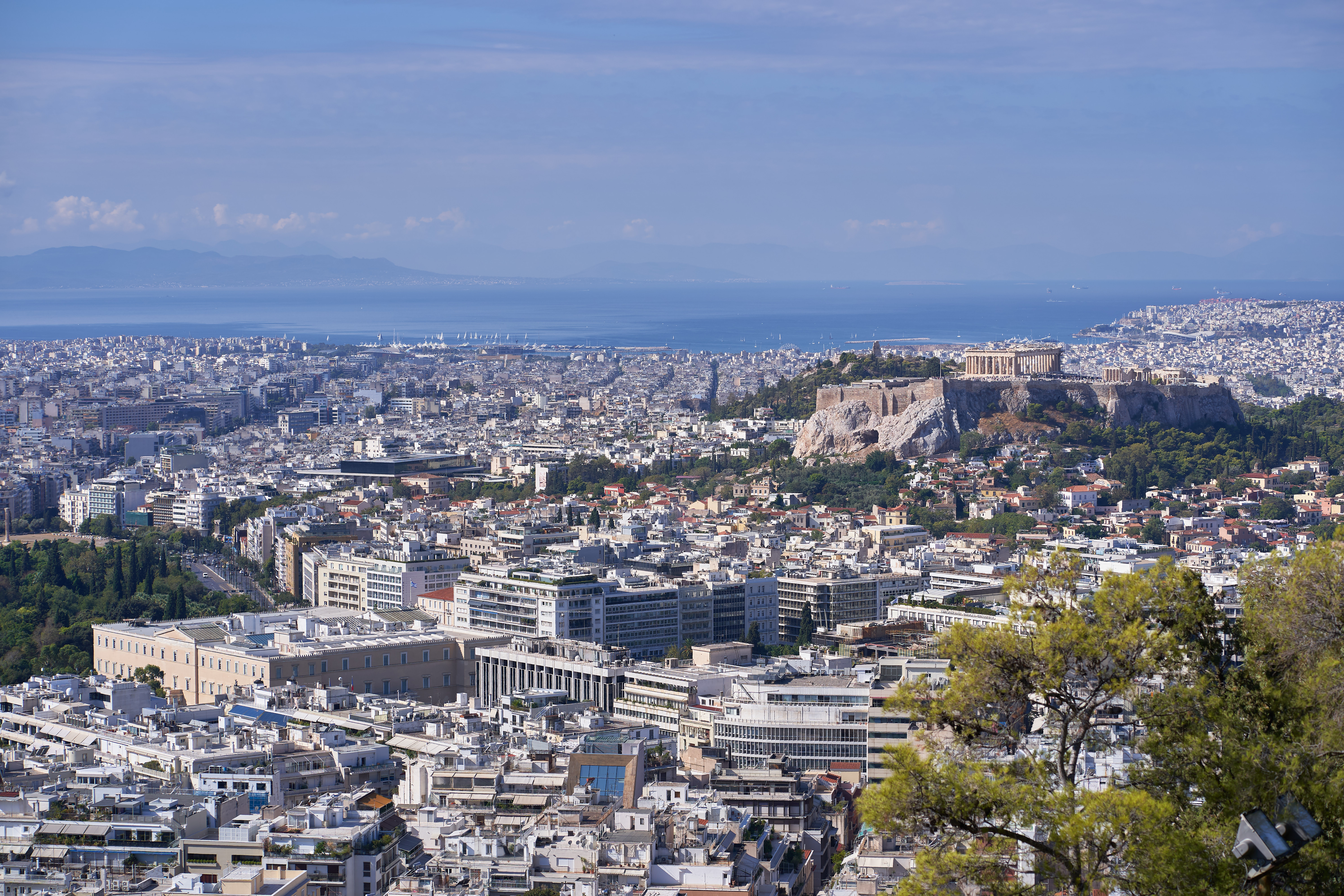
Ateny ze wzgórza Lycabettus; z prawej: Akropol w lewym dolnym rogu widoczny budynek parlamentu

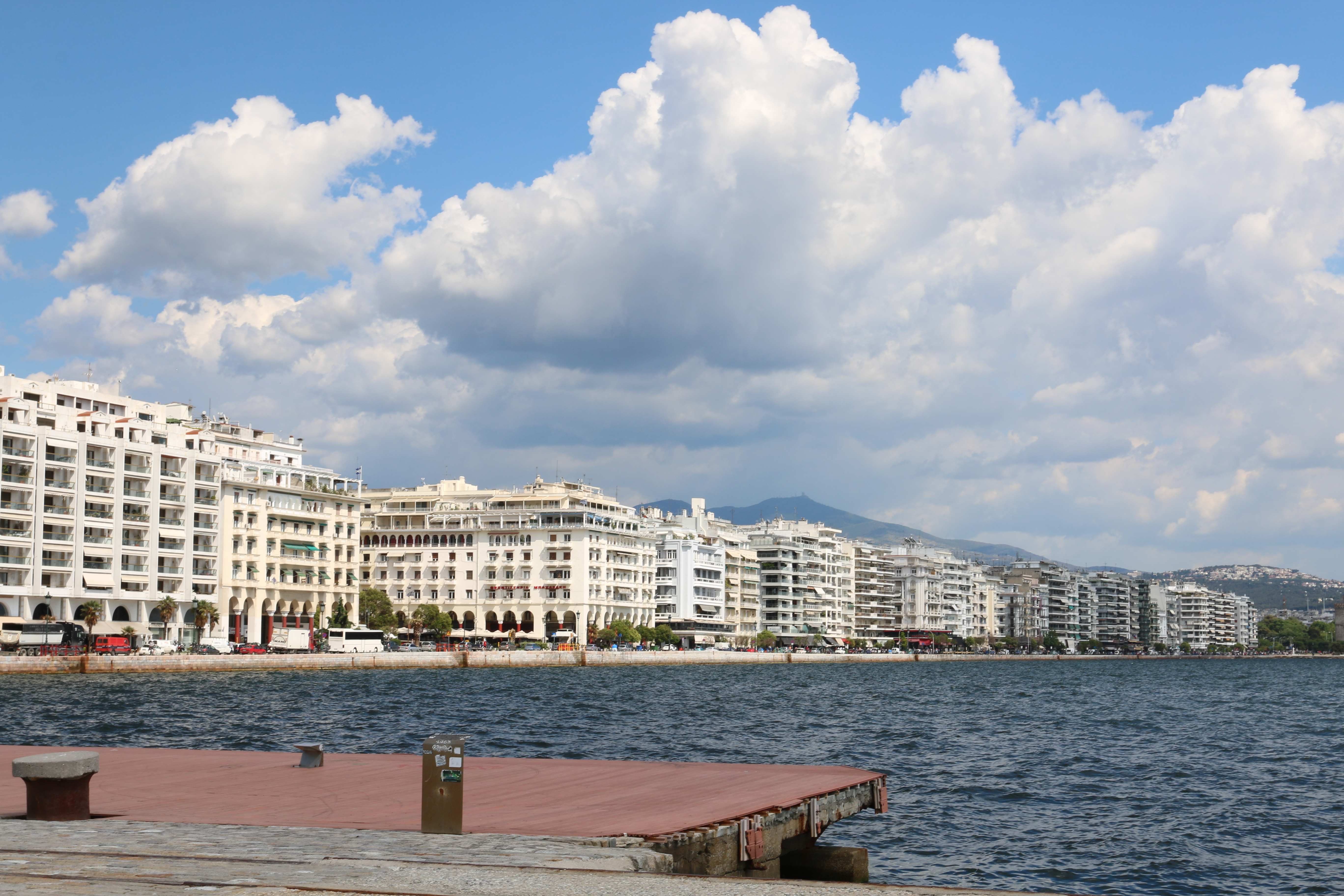
Saloniki

| Lp. | Miasto    | Liczba ludności (jeśli nie zaznaczono inaczej) dotyczy tylko centralnej gminy danego zespołu miejskiego. |
| --- | --------- | --- |
| 1.  | Ateny     | 637 798 (mieszkańcy aglomeracji 3 041 131.).                                                             |
| 2.  | Saloniki  | 317 778 (mieszkańcy aglomeracji 1,084 mln.)                                                              |
| 3.  | Patras    | 211 593                                                                                                  |
| 4.  | Heraklion | 177 064                                                                                                  |
| 5.  | Larisa    | 164 381 (mieszkańcy aglomeracji 284 420)                                                                 |
| 6.  | Pireus    | 163 572 (miasto wpisuje się w jednolity zespół urbanistyczny Wielkich Aten)                              |

### Cudzoziemcy w Grecji
Według danych służby statystycznej Eurostat, w 2008 roku Grecję zamieszkiwało legalnie około 906 tysięcy cudzoziemców, do których należeli głównie Albańczycy, stanowiący 63,7% ogółu legalnie przebywających w Grecji cudzoziemców. W rzeczywistości liczbę te należy powiększyć jeszcze o co najmniej milion niezameldowanych w Grecji, jednak też zamieszkałych już na stałe imigrantów nielegalnych.
Nielegalni imigranci to głównie ludność pochodzenia azjatyckiego.

### Religia

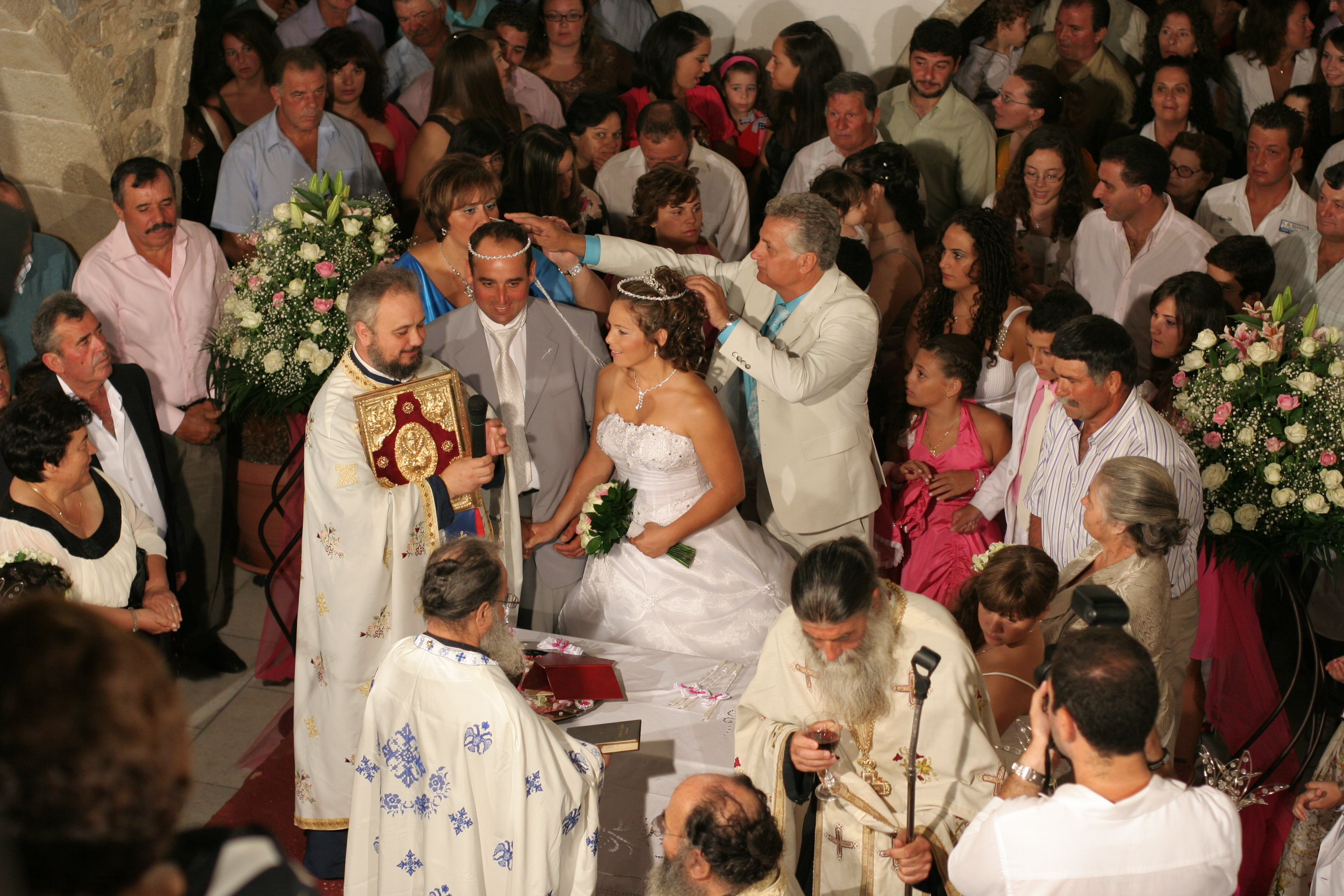
Ceremonia ślubna

Większa część stałych mieszkańców Grecji jest wyznawcami prawosławnego Autokefalicznego Kościoła Greckiego, na którego czele stoi metropolita Aten i całej Hellady (obecnie arcybiskup Hieronim II). Kościół podzielony jest administracyjnie na 81 diecezji, w których znajduje się 9000 kościołów i 300 monasterów (nie licząc autonomicznego okręgu Świętej Góry Athos).
Dane z 2017 według Pew Research Center:
- prawosławie: 90%
- katolicyzm: <1%
- inni chrześcijanie: 3%
- islam: 2%,
- inne religie: <1%
- brak religii: 4%

Wśród imigrantów dominującą religią jest islam.

## Sport
Najpopularniejsze sporty w Grecji to piłka nożna (zwycięstwo drużyny narodowej na EURO 2004, drugie miejsce Panathinaikosu w PEMK 1970/71 i zwycięstwo Olympiakosu w Lidze Konferencji Europy 2023/24) oraz koszykówka (wicemistrzostwo świata w 2006 r. po pokonaniu USA oraz wielokrotne zwycięstwa greckich klubów w Eurolidze). Dużą popularnością cieszą się też piłka wodna, lekkoatletyka czy siatkówka.